# Paraíso rock
Paraíso rock fue una telenovela juvenil argentina creada por Claudio Lacelli y emitida por Canal 9. Su primera emisión fue el 21 de marzo de 2005 y finalizó el 22 de abril del mismo año con un total de 24 capítulos. El concepto de la serie gira en torno a cuatro jóvenes que descubren que son hermanos y deberán hacerse responsables del bar que les heredó su difunto padre.
La telenovela estuvo protagonizada por Laura Azcurra, Nazareno Casero, Ludovico Di Santo, Arturo Frutos, Florencia Otero y contó con los papeles co-protagónicos de Germán Kraus, Natalia Lobo y Juan Palomino. La ficción dio lugar a la publicación de un álbum de estudio, donde se incluyeron covers del rock nacional interpretados por los protagonistas.

## Sinopsis
La trama sigue la historia de Carmela (Laura Azcurra), Ludovico (Ludovico Di Santo), Alberto «Napo» (Nazareno Casero) y Javier (Arturo Frutos), cuatro jóvenes que no se conocen entre sí y llevan vidas muy diferentes uno del otro, pero que pronto descubrirán que son medios hermanos, ya que tras la muerte de su padre, el cual hasta el momento sólo había reconocido a Carmela, heredaron un bar del que cada uno posee una parte, por lo cual, tendrán que aprender a convivir y administrarlo para cumplir con la última voluntad de su difunto padre.

## Elenco
- Laura Azcurra como Carmela Brea
- Nazareno Casero como Alberto «Napo» Napolitano
- Arturo Frutos como Javier Correa
- Ludovico Di Santo como Ludovico Robles
- Florencia Otero como Josefina
- Germán Kraus como Blas Correa
- Natalia Lobo como Lourdes
- Juan Palomino como Basilio
- Susana Ortiz como Isabel
- Atilio Pozzobon como Maciel
- Gipsy Bonafina como Marcela
- Octavio Borro como Agustín
- Juan Diego West como Aquiles
- Sofía Reca como Alma
- Carlos Rotundo como Cayetano
- Juliana Ruiz como Federika
- Gabriela Groppa como Lila
- Agustina Quinci como Julieta Correa
- David Bolzoni como Pablo
- Giselle Morgan como María Belén «La Colo»
- Rodrigo Guirao Díaz como Mike
- Nicolás D'Agostino como Vito
- Arturo Bonín como Rubén Brea

## Banda sonora
| N.º   | Título                                  | Escritor(es)                                | Intérprete(s)                   | Duración |  |
| 1.    | «Estación»                              | Charly García                               | David Bolzoni                   | 1:38     |  |
| 2.    | «Quiero ver, quiero ser, quiero entrar» | Charly García                               | Florencia Otero                 | 3:50     |  |
| 3.    | «A donde quiera que voy»                | Miguel Cantilo                              | Sofía Reca                      | 3:27     |  |
| 4.    | «Mil veces lloro»                       | Alejandro Lerner                            | David Bolzoni                   | 4:55     |  |
| 5.    | «Fabricante de mentiras»                | Charly García                               | Florencia Otero                 | 4:08     |  |
| 6.    | «Pronta entrega»                        | Federico Moura Julio Moura                  | Agustina Quinci                 | 3:39     |  |
| 7.    | «En mi cuarto»                          | Eduardo Fazio Héctor Ayala                  | Arturo Frutos                   | 2:04     |  |
| 8.    | «Tema de pototo»                        | Edelmiro Molinari Luis Alberto Spinetta     | Sofía Reca                      | 2:25     |  |
| 9.    | «En el hospicio»                        | Alejandro De Michele Miguel Ángel Erausquin | David Bolzoni                   | 2:15     |  |
| 10.   | «Amanece en la ruta»                    | Miguel Zavaleta                             | Juliana Ruiz                    | 3:39     |  |
| 11.   | «Rutas argentinas»                      | Luis Alberto Spinetta                       | Rodrigo Guirao Díaz             | 2:04     |  |
| 12.   | «Tirá para arriba»                      | Miguel Mateos                               | David Bolzoni Ludovico Di Santo | 4:02     |  |
| 13.   | «Desarma y sangra»                      | Charly García                               | Natalia Lobo                    | 3:47     |  |
| 14.   | «Que sea al sol»                        | Miguel Cantilo Jorge Durietz                | David Bolzoni                   | 5:05     |  |
| 15.   | «Que sea al sol (Bonus Track)»          | Miguel Cantilo Jorge Durietz                | Gipsy Bonafina                  | 5:04     |  |
| 47:54 |                                         |                                             |                                 |          |  |

## Recepción

### Comentarios  de la crítica
En una reseña para el diario La Nación, Marcelo Stiletano escribió que «el punto más flojo del relato hasta aquí es la pobre respuesta interpretativa de la mayoría del juvenil elenco protagónico, cuya más que apreciable falta de naturalidad no hace más que distanciar a los intérpretes de un público juvenil que reclama una inmediata identificación para hacer suya la historia». A partir de esto, describió que la actuación de Ludovico Di Santo se caracterizaba por la «inexpresividad», que la interpretación de Arturo Frutos era «rígida» y calificó la actuación de Laura Azcurra como un «festival de mohínes», sin embargo, destacó el papel de Nazareno Casero catalogándola como «convicente» y que Juan Palomino era «Por lejos el mejor del elenco "adulto"», lo cual hacía el costado más atrayente de la telenovela. Por su parte, el periódico Clarín comentó que Paraíso rock «no logra construir una historia interesante», ya que «los adocenados clichés del género y los covers roqueros setentistas apenas funcionan como tibias excusas para un recorrido dramático», pero resaltaron la actuación de Frutos, diciendo que era «lo más rescatable de la propuesta».

## Emisión internacional
| País / Región | Canal    | Estreno             | Título       | Ref.  |
| ------------- | -------- | ------------------- | ------------ | ----- |
| Uruguay       | Teledoce | 28 de marzo de 2005 | Paraíso rock | [ 7 ] |